# عزوز بقاق
عزوز بقاق (به فرانسوی: Azouz Begag) سیاست‌مدار و نویسنده قرن بیستم میلادی اهل فرانسه است.